# Wiendorf (Mecklemburgo)
Wiendorf é um município da Alemanha, situado no distrito de Rostock, no estado de Mecklemburgo-Pomerânia Ocidental. Tem 17,62 km² de área, e sua população em 2019 foi estimada em 779 habitantes.